# Schlosspark Lützschena

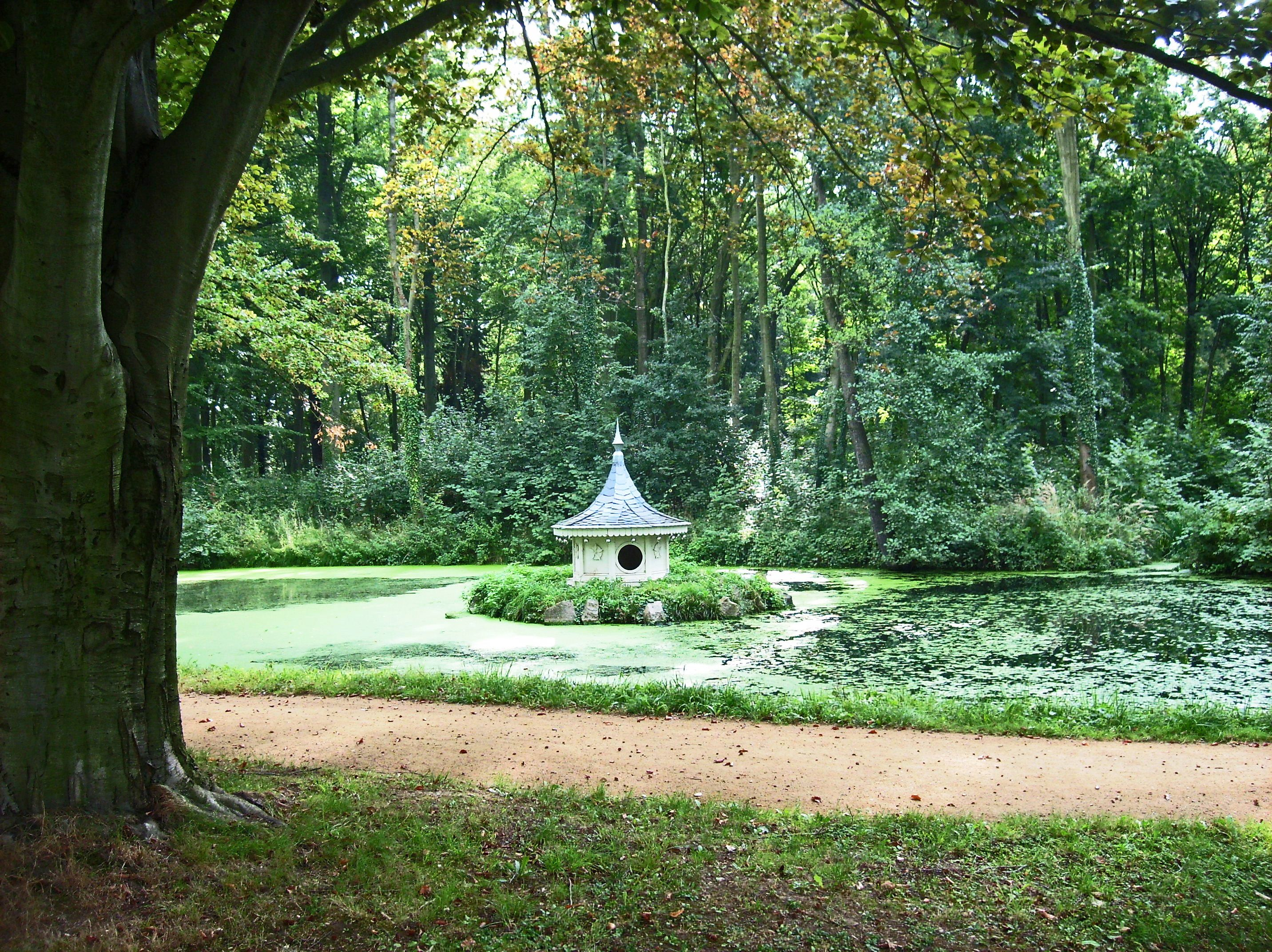
Schlosspark Lützschena.
Das Schwanenhaus im Rosenteich (2009)

Der Schlosspark Lützschena ist eine historische Parkanlage im Leipziger Ortsteil Lützschena-Stahmeln. Der Park wurde ab 1822 vom Leipziger Kaufmann und Kunsthändler Maximilian Speck von Sternburg (1776–1856) angelegt. Er gehört heute zum nördlichen Teil des Leipziger Auwaldes und ist Teil des Naturschutzgebietes Burgaue. Das Parkgelände steht unter Denkmalschutz.

## Lage und Gestalt
Der etwa 19 Hektar große Bereich des Schlossparks Lützschena erstreckt sich südöstlich des Schlosses Lützschena.
Der Park wird begrenzt im Norden von der Weißen Elster, im Süden und Westen vom Hundewasser (mitunter auch Hinterwasser), einem Altarm der Weißen Elster, und im Osten vom Polenzfließ, das Weiße Elster und Hundewasser verbindet. Der Zugang vom Schloss verläuft über die hölzerne Schlossbrücke über die Weiße Elster. Etwa 100 Meter östlich davon wurde die Weiße Brücke wiederhergestellt, die ehemals den öffentlichen Zugang zum Park darstellte. Außerdem gibt es noch jeweils eine Brücke über das Polenzfließ und über das Hundewasser.

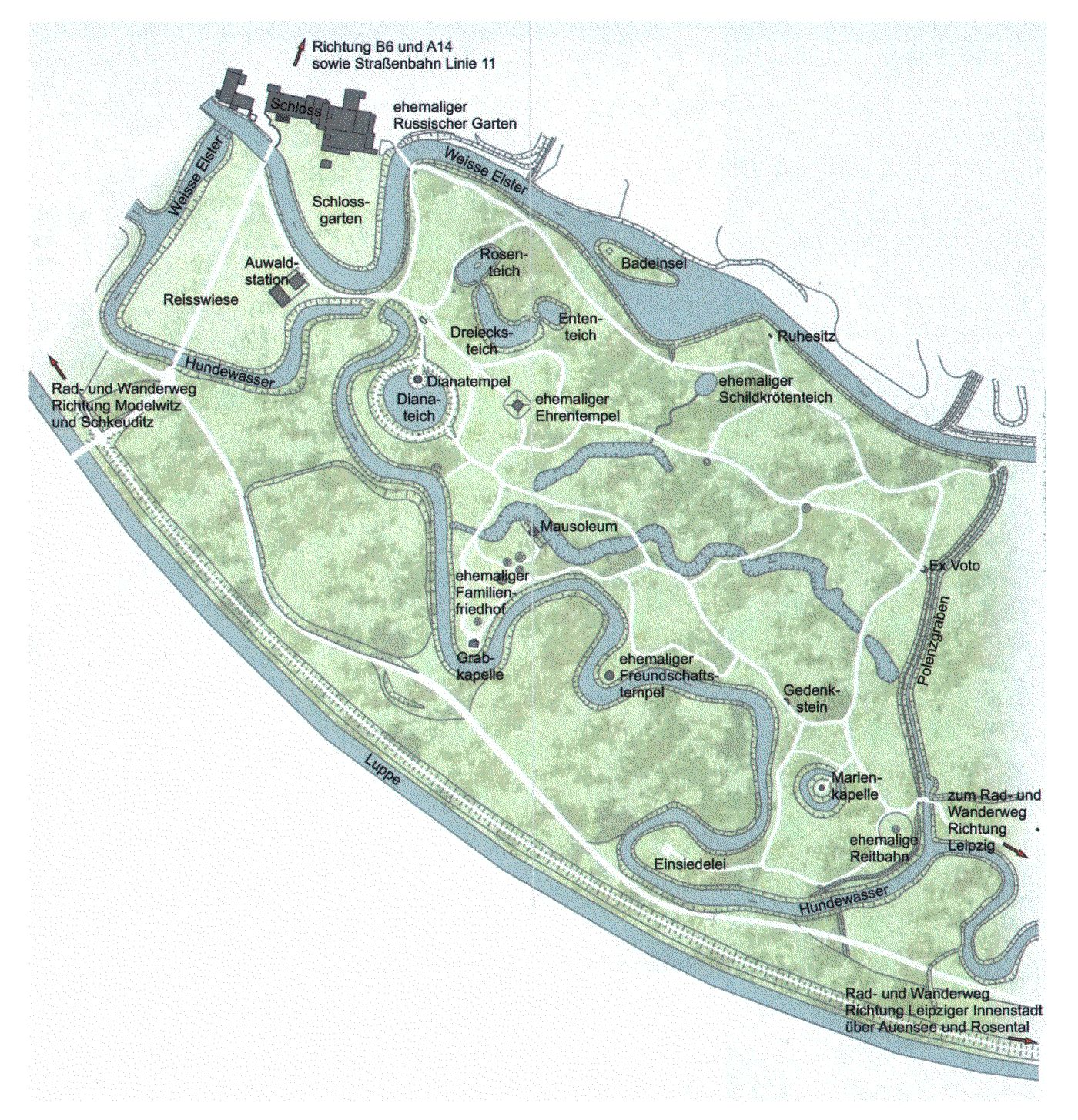
Plan des Parks

Der Park ist in Anlehnung an die typische Auwaldlandschaft unter Einbeziehung des vorhandenen Baumbestandes naturnah gestaltet mit kleinen künstlichen Wasserläufen, von denen das Parkfließ zwischen Polenzfließ und Hundewasser der längste ist. Der Park enthält fünf Teiche, wobei der Rosenteich, der Dreiecksteich und der Ententeich eine verbundene Gruppe bilden. In deren Nähe befindet sich noch der Dianateich, während der Wasserring um die Waldkapelle (auch Tempelteich) am südöstlichen Ende liegt.
Von den ehemals zahlreich vorhandenen Statuen, Kleinarchitekturen und Denkmälern ist nur Weniges erhalten und restauriert. Auf einer Halbinsel im Dianateich steht der Dianatempel. Auf sechs dorischen Säulen ruht ein Kranz mit einem halbkugelförmigen Dach. Einst befand sich darunter eine Statue der Diana. Auf einer Insel im Rosenteich steht das Schwanenhaus. Auf einer kleinen Insel im Tempelteich erhebt sich die Waldkapelle, ein restaurierter Backsteinbau von 1826, der 1910 umgebaut wurde. Der südliche Teil des Parks diente den Schlossbesitzern ehemals als Begräbnisstätte. Neben einigen Grabmalen existieren Reste der ehemaligen Grabkapelle, an der eine stilisierte gotische Tür mit Erläuterungstafeln angebracht wurde. In der künstlichen Ruine „Ex voto“ wurden die abhandengekommenen Statuetten (hl. Maria und zwei Engel) durch Bilder ersetzt. Im Park finden sich die originale Statue der Venus und Nachbildungen der Statuen Kronos (auch der Wandere), Flora, Apollino. und seit April 2016 auch wieder eine Herkulesstatue.
Am Parkzugang vom Schloss befindet sich in der ehemaligen Stellmacherei des Schlosses die Auwaldstation. Die Auwaldstation versteht sich als Umweltbildungszentrum und Kulturstätte. Sie wird vom Förderverein Auwaldstation und Schlosspark Lützschena e.V. betrieben und hält ein breites Angebot von Naturerlebniswanderungen bis zu Lesungen und Konzerten bereit. Seit 2020 befindet sich in der Krone einer Eiche neben der Station in neun Meter Höhe ein Natur-Beobachtungspunkt.

Parkmotive
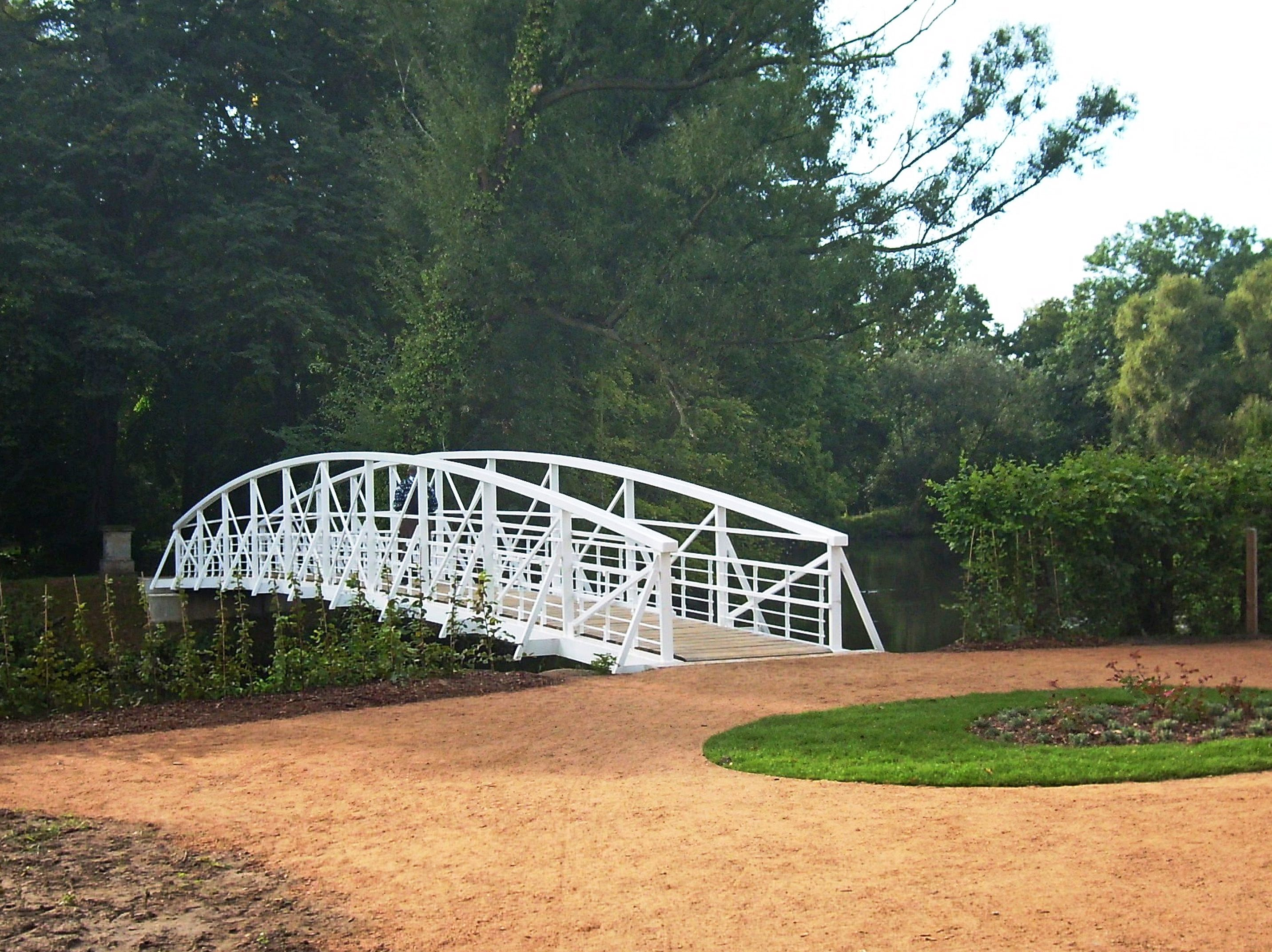
Weiße Brücke
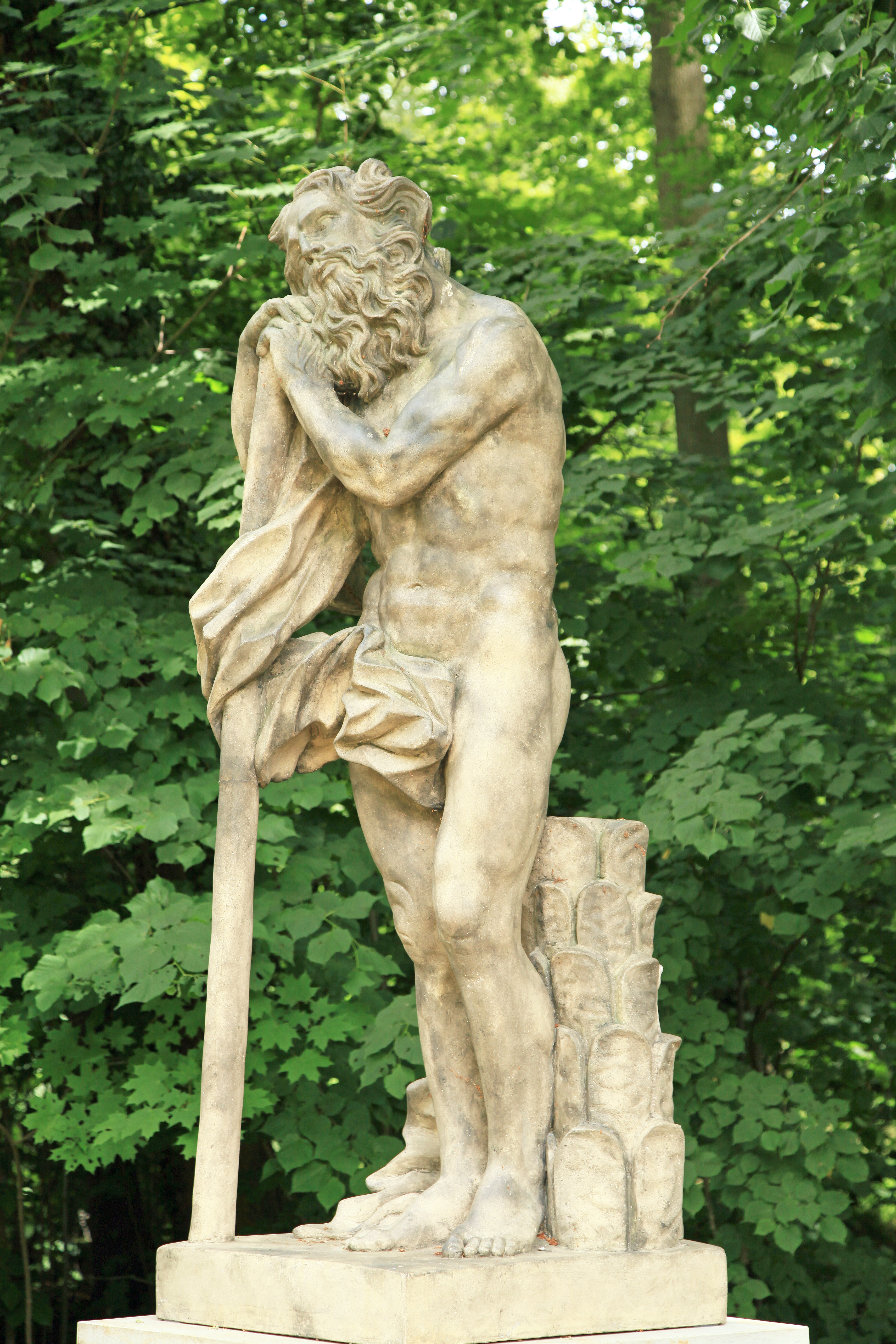
Kronos-Statue
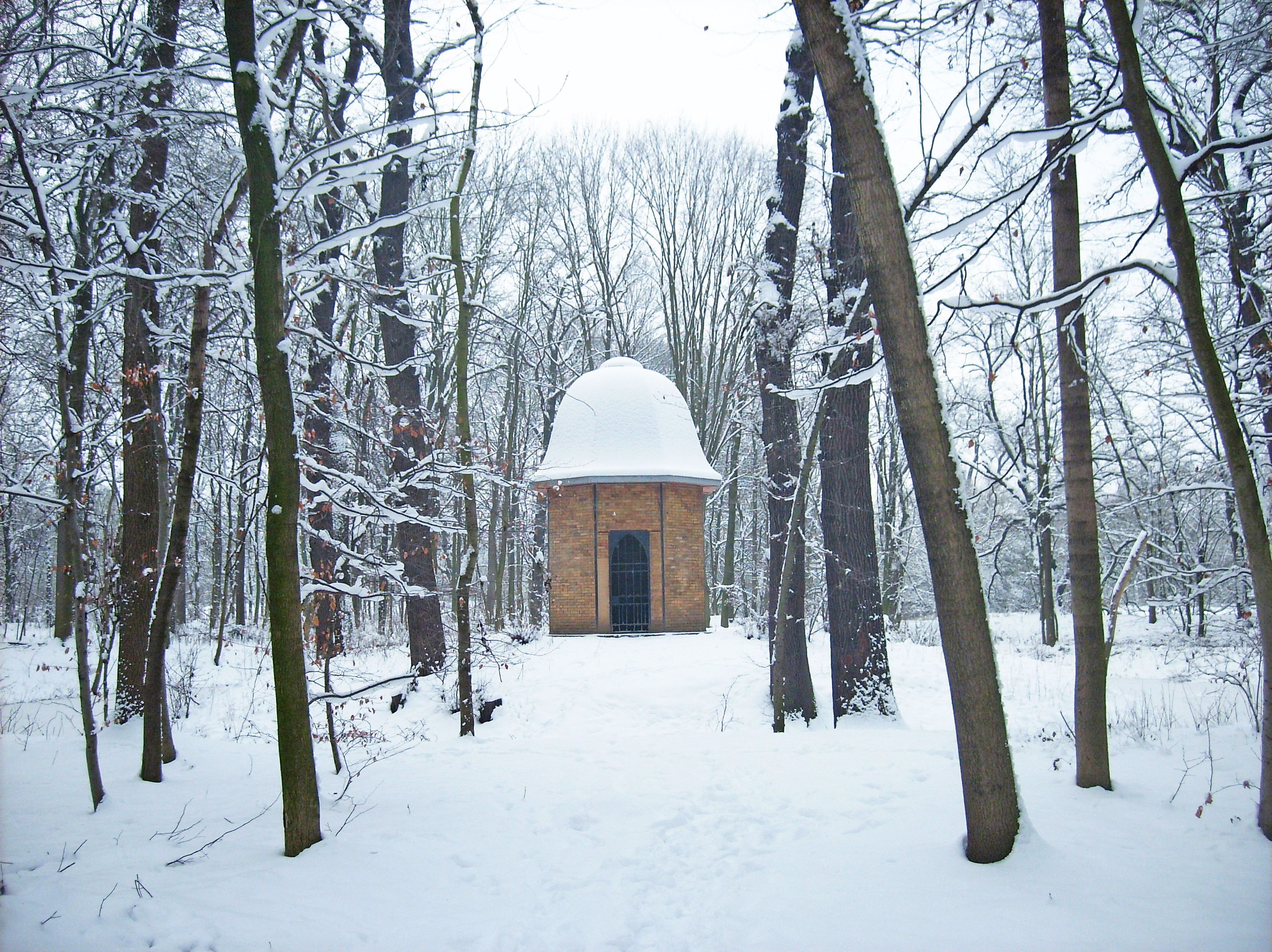
Waldkapelle
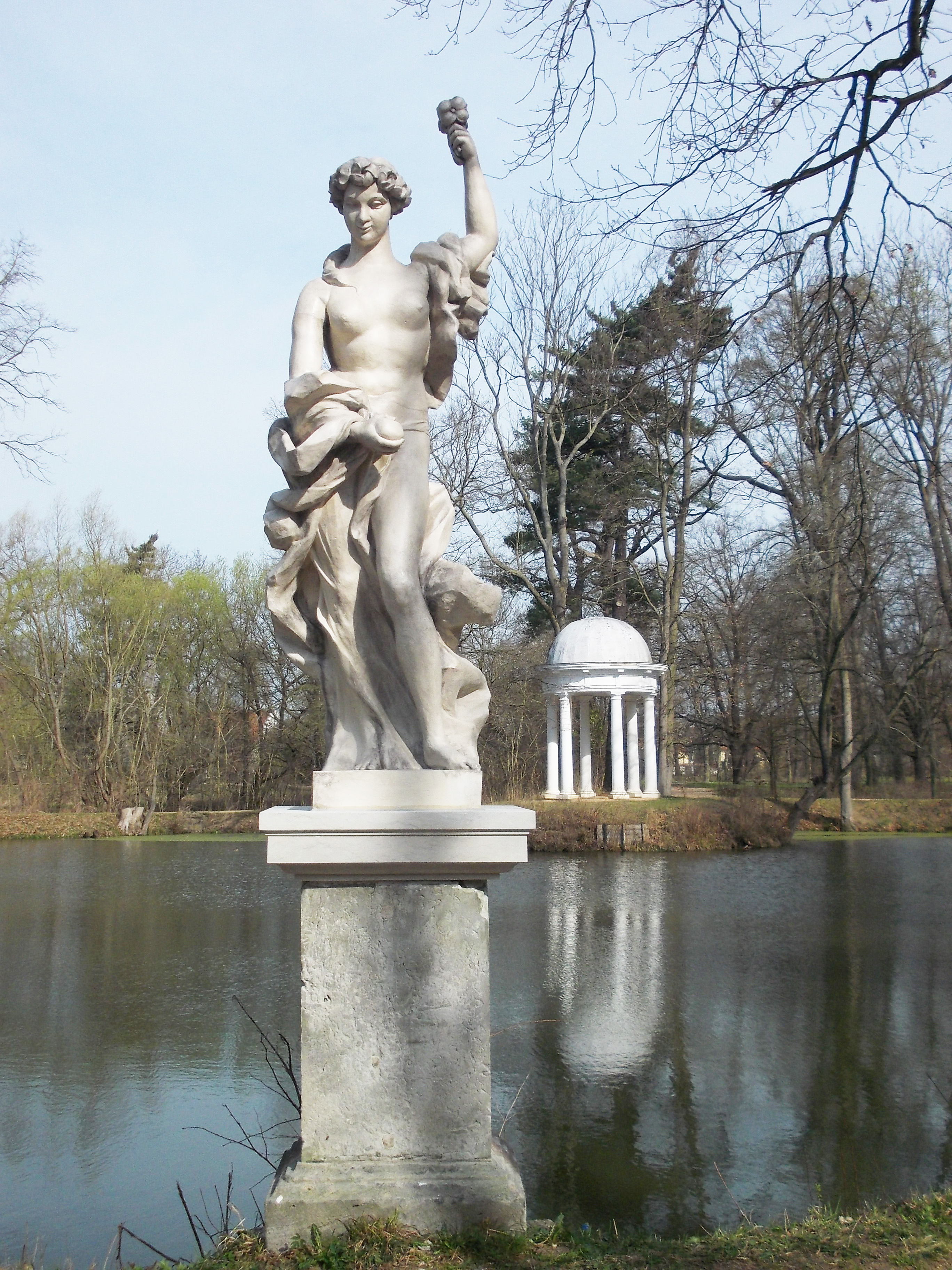
Flora-Statue mit Diana-Tempel
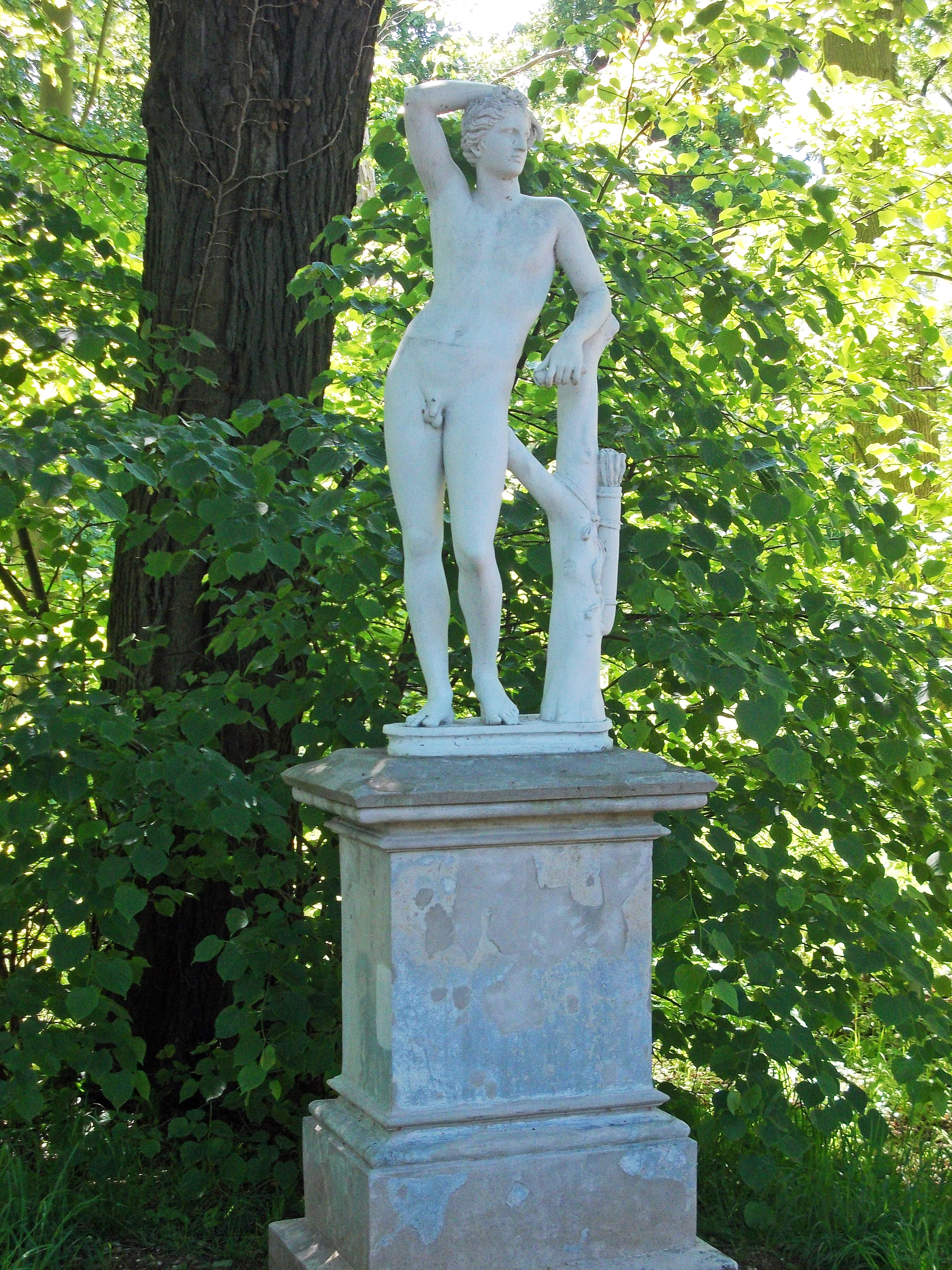
Apollino-Statue
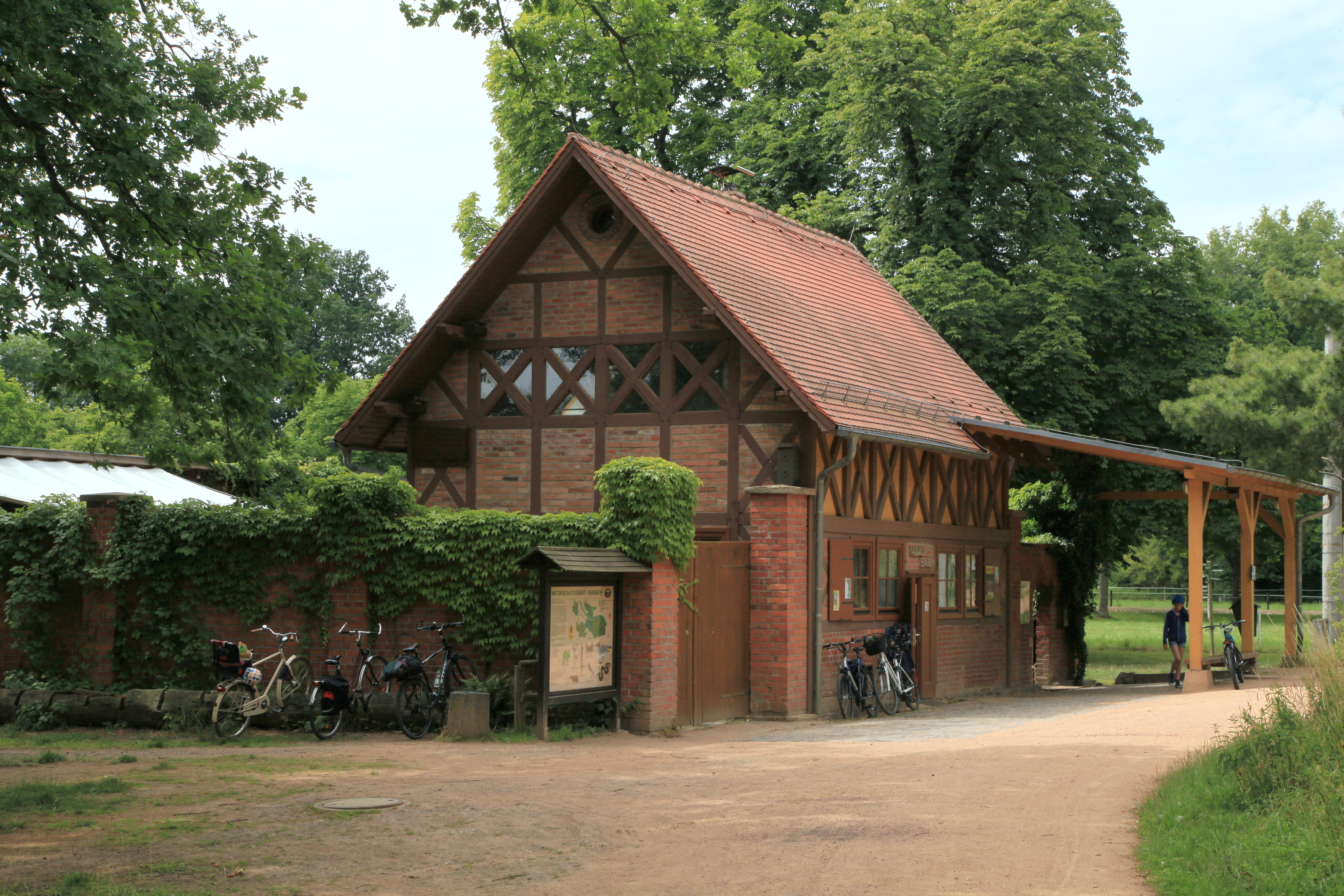
Auwaldstation

## Geschichte
Bereits 1685 wurde zu dem im Besitz der Familie Uechtritz befindlichen Gut in Lützschena ein „Lustgarten“ erwähnt. 1743 war von einer Orangerie die Rede.

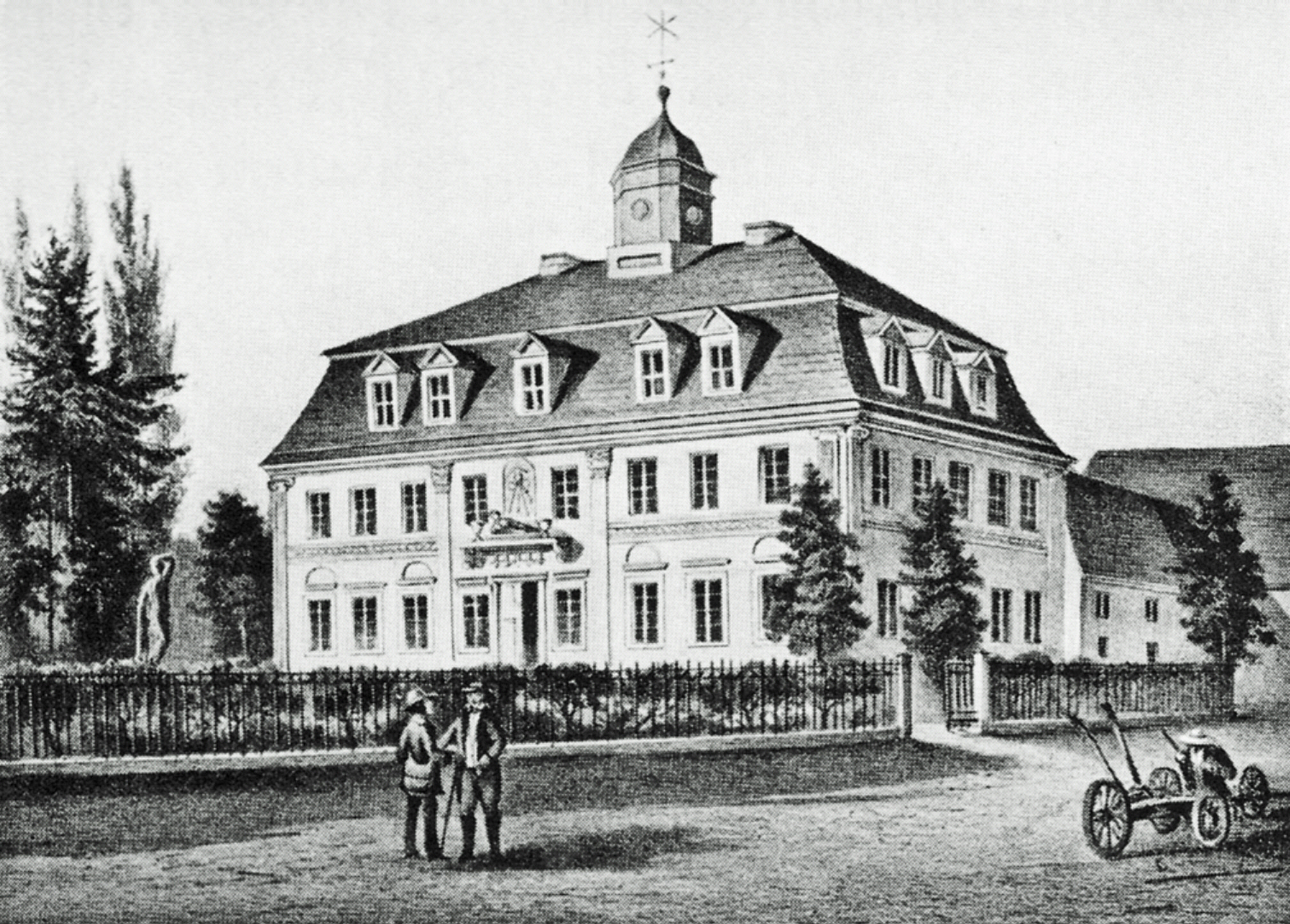
Das barocke Herrenhaus in Lützschena, um 1850

Am 22. Januar 1822 ersteigerte der erfolgreiche Leipziger Wollhändler Maximilian Speck von Sternburg das Rittergut Lützschena samt dem barocken Herrenhaus, in welches er mit seiner Gattin und den vier gemeinsamen Kindern einzog. Das Lützschenaer Gut baute er zu einer Musterlandwirtschaft aus und begann mit der Gestaltung des Parks. Das sumpfige Gelände ließ er durch Anlegen von Teichen und Kanälen entwässern. Statt des durchgehenden Waldes entstanden in der Nähe des Herrenhauses einige Wiesen. Er entwarf ein Wegenetz, das aus einem Außenweg sowie mehreren Wegen im Parkinneren bestand, und ließ diese aufgrund der hochwassergefährdeten Lage mit Sand aufschütten. Nach seinem Russlandaufenthalt 1825 ließ er östlich des Herrenhauses einen Russischen Garten anlegen, dessen Fläche nach Unterbrechung heute wieder zum Park gehört.
Während in den Anfangsjahren der Park der Familie Speck von Sternburg als erweiterter Wohnraum diente mit Spielorten für die Kinder und familiären Aufenthaltsbereichen zur Unterhaltung und Belehrung, wurde er 1830 öffentlich zugänglich und Speck von Sternburg modifizierte die Konzeption des Parks und nutzte ihn als einen Ort bürgerlicher Selbstrepräsentation. Der Parkraum wurde nun mit Elementen angefüllt, die den persönlichen Erfolg des Parkherren abbildeten: Neben Verweisen auf seine Russlandreise und den Kontakt zu den europäischen Monarchen Alexander I. von Russland und Ludwig I. von Bayern, deutete ein Ehrentempel auf seinen agrarreformerischen Anspruch. Er bewarb auch den Park in seiner 1830 erschienenen Publikation Spaziergang nach Lützschena, in welche er auch die vom österreichischen Maler Friedrich Loos (1797–1890) angefertigten graphischen Parkansichten aufnahm. Bereits 1836 wurde dieser laut der Lützschenaer Orts- und Pfarrchronik „fast täglich viel besucht“.
Eine weitere Zäsur in der Konzeption des Parks ist um das Jahr 1837 auszumachen. Es wurden Büsten von „grossen Geistern aus der ältern und neueren Zeit“ mit Begleittexten Specks von Sternburg ausgestellt, die den Besuchern hinsichtlich ihrer Lebensführung und ihrer Verdienste als Vorbilder dienen und bürgerliche Leitbilder wie Leistungsbereitschaft, Unerschrockenheit, Selbstständigkeit und Gemeinsinn vermitteln sollten.
Nach Maximilian Speck von Sternburgs Tod 1856 wurde sein jüngster Sohn Alexander Speck von Sternburg (1821–1911) Patronatsherr von Lützschena. In dessen Zeit fällt auch der Umbau des barocken Herrenhauses in neogotischem Stil. Der Park erfuhr auch immer wieder Veränderungen. So wurden die Halbinsel, auf der Maximilian Speck von Sternburg 1834 eine Familiengrabkapelle errichten ließ, durch die Anlage weiterer Mausoleen und Gräber der Familienmitglieder angefüllt. Da die älteren Gartenarchitekturen nahezu sämtlich aus organischen Materialien bestanden, mussten diese im Verlauf der zweiten Jahrhunderthälfte des Verfalls wegen abgebaut werden. Nur einige wenige Bauten waren zu dieser Zeit in Stein nachgebaut worden und haben sich zumindest in Fragmenten bis heute erhalten, wie das Badehäuschen und die Waldkapelle. Ebenso verschwanden zu dieser Zeit auch die Skulpturen aus dem Park, die vermutlich aus einer terrakottaähnlichen Masse gefertigt gewesen waren.[7] Stattdessen fanden unter Maximilian Speck von Sternburgs Nachfolgern neue Skulpturen Aufstellung im Park, etwa eine Statue des Kronos oder eine Florastatue.
Bis in die 1930er Jahre blieb der Lützschenaer Park ein beliebtes Ausflugsziel. Nach 1945 wurde der Park durch die Bodenreform zusammen mit dem gesamten Lützschenaer Gut enteignet und zur Nutzholzgewinnung freigegeben, wodurch ein Großteil des alten Baumbestandes aus dem Parkgebiet verschwand.
Erste Pläne Anfang der 1980er Jahre zur Reaktivierung des Parks wurden nicht umgesetzt. Als nach 1990 eine weitere Zergliederung des Parks sowie dessen Verkauf drohten, entschloss sich 1998 der Erbe des Familienbesitzes, Wolf-Dietrich Speck von Sternburg, die Anlage mit privaten Mitteln zurückzuerwerben, um sie mithilfe der Gemeinde Lützschena (beziehungsweise nach deren Eingemeindung 1999 mit dem Leipziger Amt für Stadtgrün und Gewässer) im Sinn des Gründers für die Öffentlichkeit zu erhalten und zu sanieren. Unter Mitwirkung des 2002 gegründeten Fördervereins konnten so bereits zahlreiche Objekte gesichert und restauriert werden. Das Erscheinungsbild des Lützschenaer Parks ist heute maßgeblich durch dessen Status als Naturschutzgebiet geprägt, wodurch großflächige Eingriffe in die bestehende Vegetation zur Grundlage der Rekonstruktion einer ursprünglichen Parkdisposition ausgeschlossen sind. Dennoch gelang in den vergangenen Jahren durch eine behutsame Rekonstruktion verschiedener Architekturen und Skulpturen eine stimmungsvolle Verbindung des Natur- und Kulturraumes.

## Historische Ausstattung des Parks
In einer ersten Beschreibung von 1826 verschiedene Kleinarchitekturen dokumentiert: Eine Einsiedelei, eine hölzerne Kapelle, eine künstliche Ruinenarchitektur (1830 als „Ex Voto“ bezeichnet), ein mit „Ruheplatz für alle Müden“ benanntes Scheingrab, ein Freundschaftstempel, ein Badehäuschen, ein Strohturm (der später zu einem „Hopfentempel“ umgewidmet wurde) sowie ein Entenhäuschen. Ferner gab es verschiedenen Hochsitzbauten, die als Aussichtsplattformen genutzt werden konnten: eine nach dem Säulenheiligen Daniel Stylites benannte „Danielsleiter“, eine „Wendeltreppe“, eine Hochsitzplattform, die als „Dreieck“ und als „Virante“ bezeichnet wurde sowie einen zweigeschossigen „Ruhesitz“ – für die beiden letztgenannten ist auch die Funktion als Aufenthaltsbereiche überliefert. Weiterhin gab es mit dem „Monument“ ein Denkmal für die Mütter des Gutsherrenpaares sowie einen als „St. Georgensäule“ bezeichneten Bildstock. Mit einer sogenannten „Reussenschaukel“, einer „Birkenschaukel“ und einem Kegelplatz sind außerdem verschiedene Spielstätten dokumentiert.

Historische Parkmotive (um 1830)
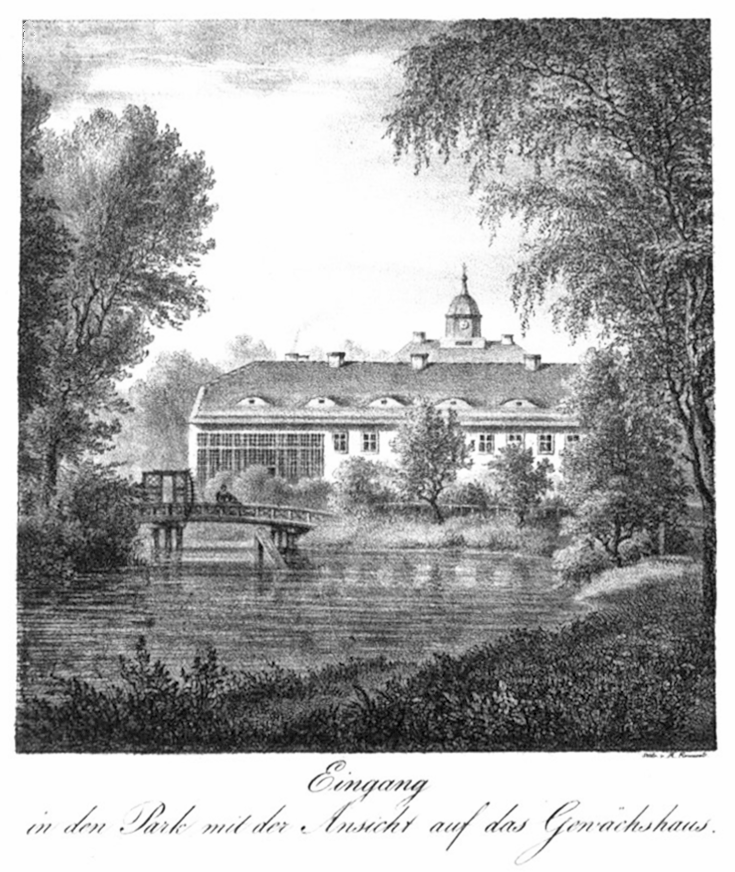
Parkeingang
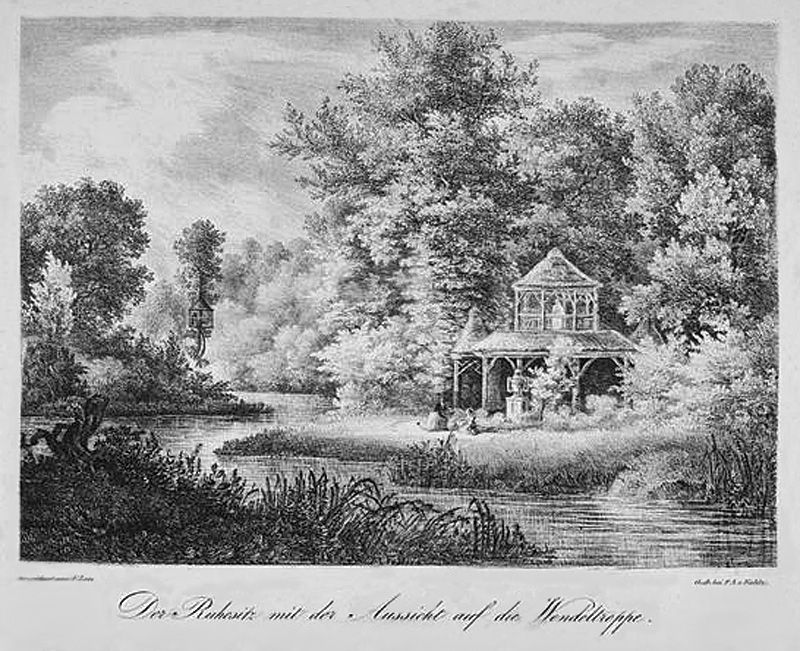
Ruhesitz
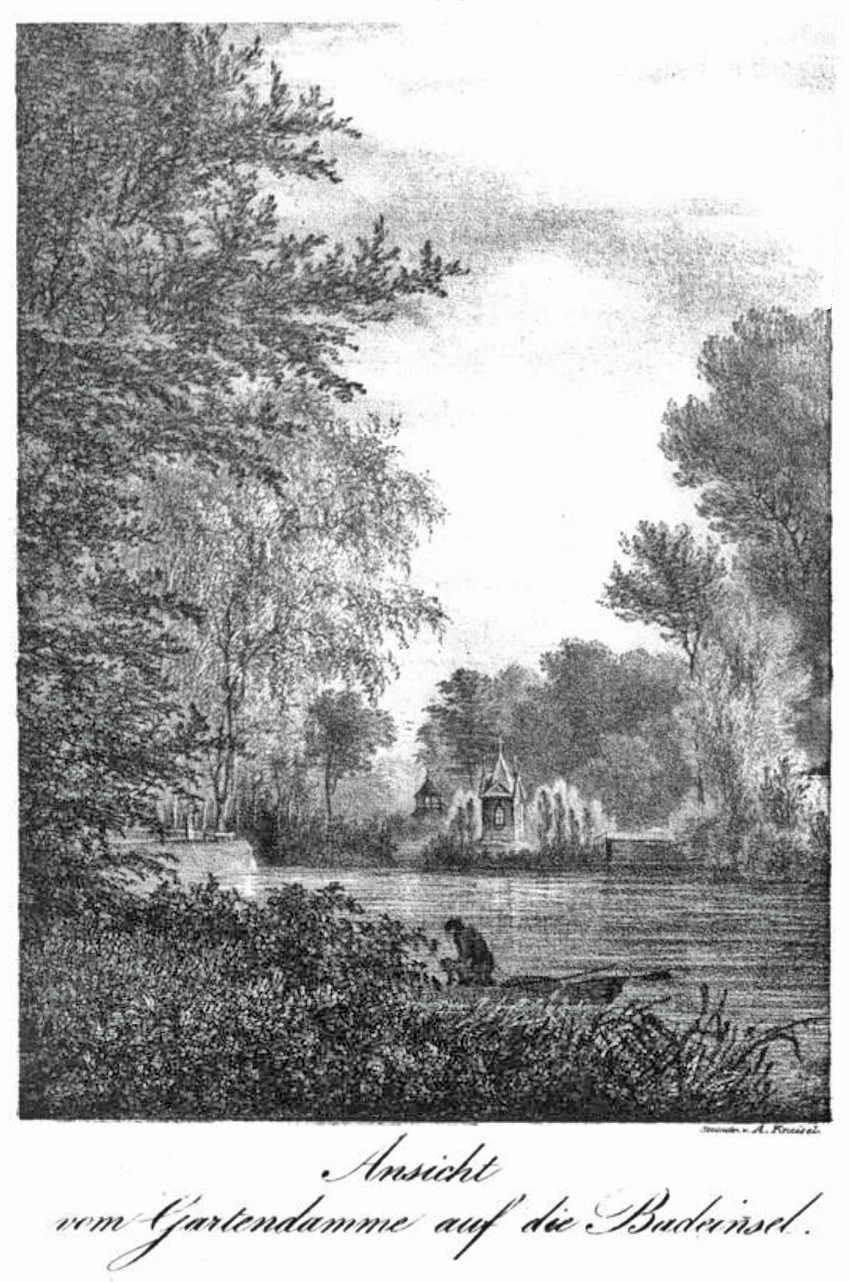
Badehäuschen
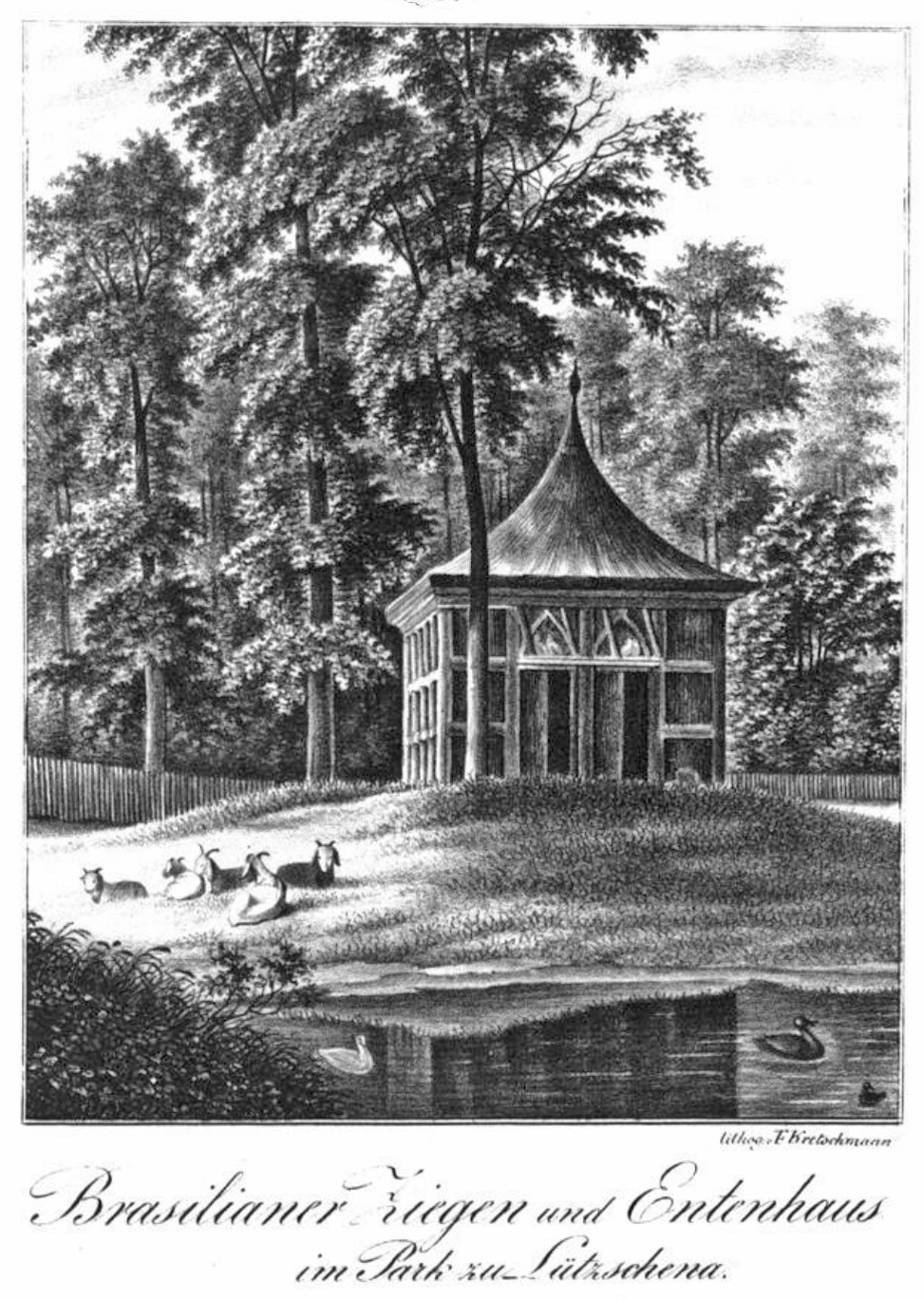
Entenhäuschen
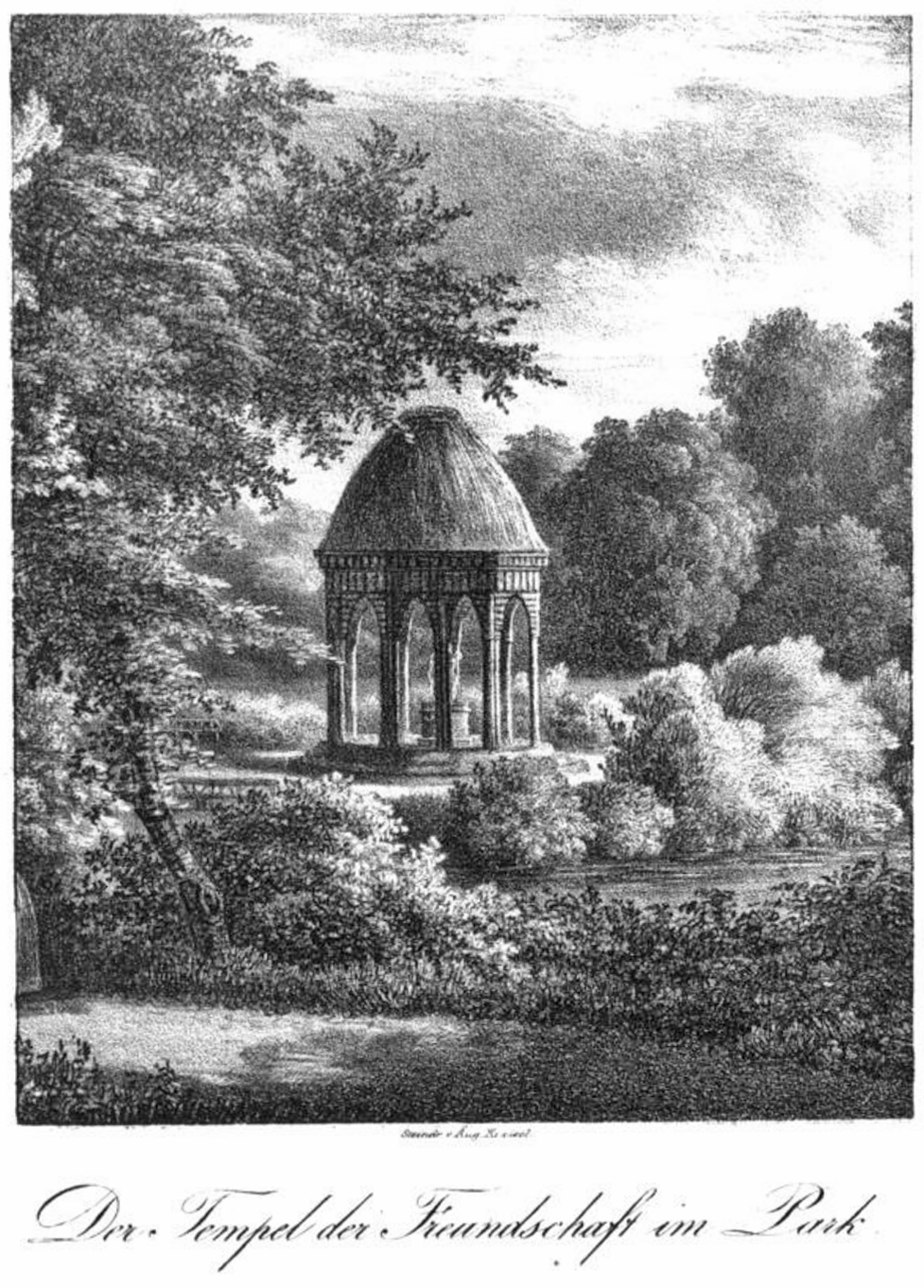
Freundschaftstempel
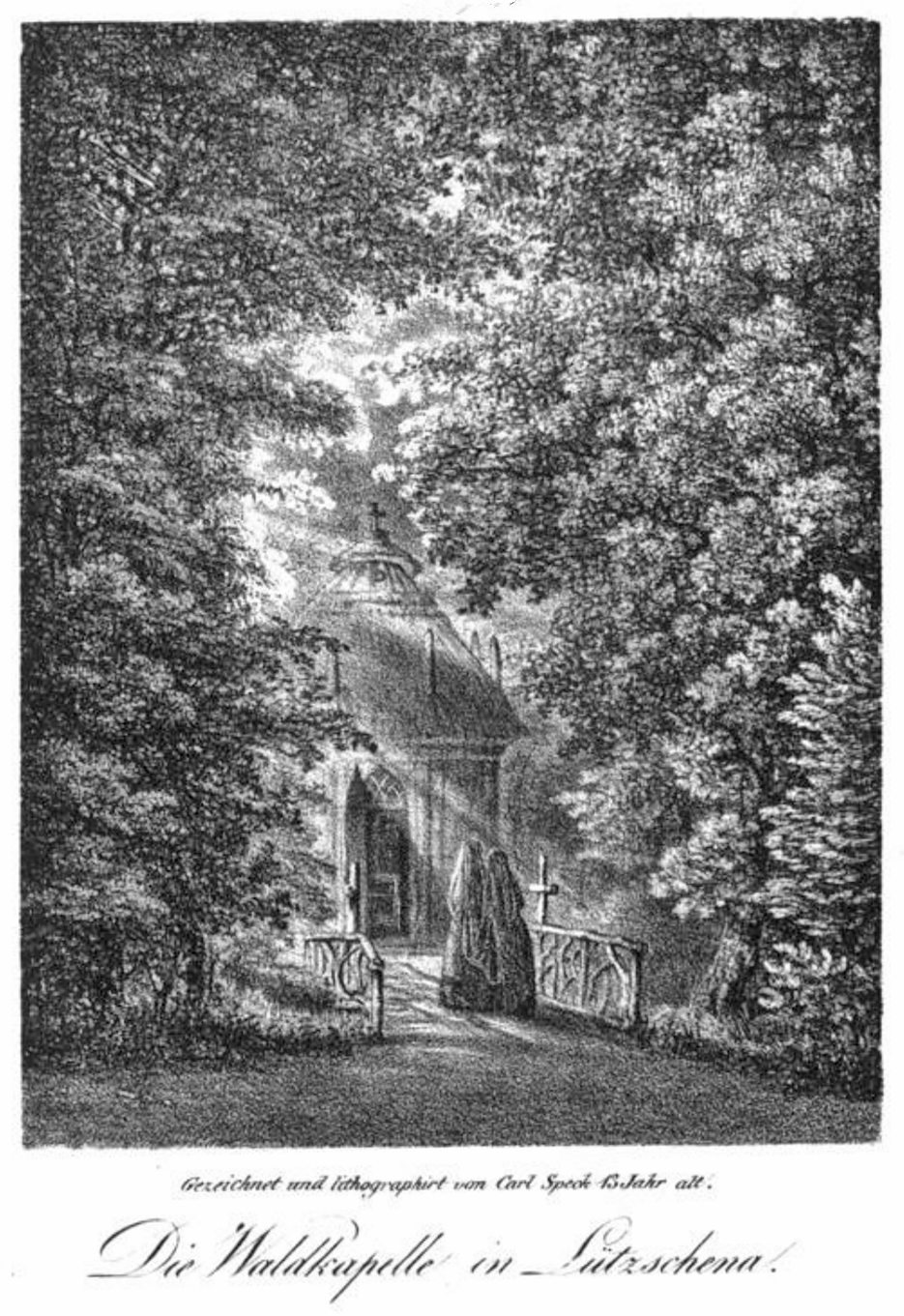
Waldkapelle

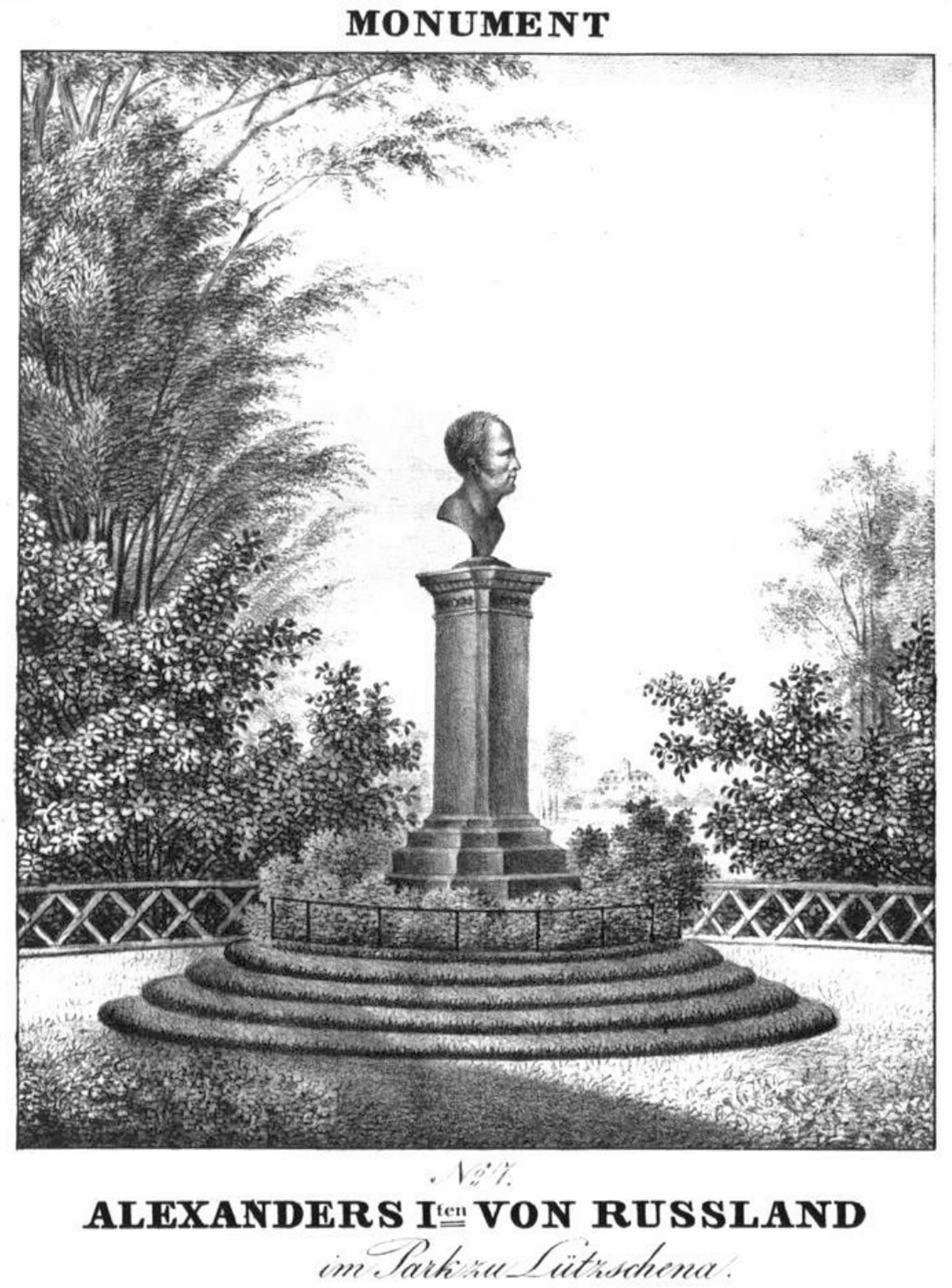
Alexandermonument

Nach Maximilian Speck von Sternburgs Russlandaufenthalt wurde eine gusseiserne Büste von Zar Alexander I. aufgestellt, vermutlich der Abguss einer von Christian Daniel Rauch (1777–1857) angefertigten Fassung, („Alexandermonument“), sowie ein hölzernes Gartenhaus („Russisches Haus“) und ein Pavillon („Kiosk“), von denen es heißt, dass sie nach Vorlagen errichtet worden seien, die Speck von Sternburg in Russland besucht habe.
Weiterhin wurde ein steinerner toskanischer Monopteros („Dianatempel“) errichtet. Zu einem achtteiligen Skulpturenprogramm, das überwiegend aus Nachgüssen antiker Skulpturen bestand, gehörten im Freundschaftstempel eine Amor-Psyche-Gruppe, im Dianatempel eine Dianastatue, im Zentrum eines im Park angelegten Labyrinths anstelle eines Minotaurus eine Wolfsskulptur, eine freistehende Skulptur einer Vestalin am Parkeingang, einer Knöchelspielerin auf einer kleinen Insel im Rosenteich und eine Ganymedstatue am Fuß des Hochsitzes „Wendeltreppe“ sowie außerdem Büsten von Klytia im Russischen Garten und Äsculap am Badehäuschen. Im Jahr 1834 wurde im Park eine Grabkapelle errichtet, die fortan als Beisetzungsstätte der Mitglieder der Familie Speck von Sternburg diente.
Die Büstensammlung von 1837 fand vermutlich Aufstellung im Parterre des Ruhesitzes. Sie enthielt die Büsten von Sokrates, Cicero, Dante Alighieri, Albrecht Dürer, Raffael, Martin Luther, William Shakespeare, Pedro Calderón de la Barca, Isaac Newton, Benjamin Franklin, Carl von Linné, Wolfgang Amadeus Mozart, Friedrich Schiller und Johann Wolfgang von Goethe sowie Johann Joachim Winckelmann, Moses Mendelssohn und dem bayrischen König Ludwig I. In einer 1846 dokumentierten Fassung der Sammlung waren die letzten drei nicht mehr enthalten.